# Henri de Vianden (évêque)
Henri de Vianden (en néerlandais : Hendrik I van Vianden), mort le 4 juin 1267, est l'évêque d'Utrecht, aux Pays-Bas, de 1249 à 1267.

## Biographie
Henri est le fils du comte Henri Ier de Vianden et de Marguerite de Namur. Il est prévôt du chapitre de la cathédrale de Cologne avant d'être imposé comme candidat au siège épiscopal dans la lutte d'influence entre les maisons Welf et Hohenstaufen : il avait le soutien du premier parti. Le pape Innocent IV le nomme évêque, malgré la résistance du chapitre d'Utrecht. Il ne reçoit sa consécration épiscopale qu'en 1252.
Henri soutient l'antiroi Guillaume II de Hollande, qui profite des conflits entre l'évêque et la noblesse d'Utrecht.
Henri de Vianden accorde des chartes de privilèges urbains à de nombreuses villes telles que Hasselt (1252), Amersfoort (1259), Goor (1263), Oudewater (1265), Loenen et Vreeland (1265). Dans cette dernière ville, il fait construire le château de Vredelant (nl) pour fortifier la frontière avec la Hollande.
En 1254, il pose la première pierre de la cathédrale gothique d'Utrecht, après la destruction  de l'ancienne église par l'incendie de la ville qui dura neuf jours en 1253. 
Mort le 4 juin 1267, Henri de Vianden est inhumé dans sa cathédrale.

## Sources
- (nl) Cet article est partiellement ou en totalité issu de l’article de Wikipédia en néerlandais intitulé « Hendrik van Vianden (bisschop) » (voir la liste des auteurs).